# Poslední společný předek
Poslední společný předek (MRCA - z anglického Most Recent Common Ancestor) jakékoliv sady organismů je jedinec, který je přímým předkem všech organismů dané skupiny, a přitom tuto vlastnost už nemá žádný jeho potomek. Termín je nejčastěji používán ve spojitosti s lidskou populací. Pro předka všech organismů se používá termínu poslední univerzální společný předek (LUCA).
Poslední společný předek sady jedinců může být určen na základě sestaveného rodokmenu. Obecně je však obtížné takového předka nalézt. Na základě testu DNA a míry zjištěných mutací, případně rozdílu DNA vůči referenční sekvenci, lze však odhadnout alespoň dobu, kdy společný předek žil.

## Poslední společný předek dvou jedinců
Posledního společného předka jakýchkoliv dvou mužů v otcovské linii lze stejně jako posledního společného předka jakýchkoliv dvou jedinců v mateřské linii odhadnout pomocí genealogického testu DNA. Testy při analýze využívají mitochondriální DNA nebo chromozóm Y.

## Poslední společný předek všech žijících lidí

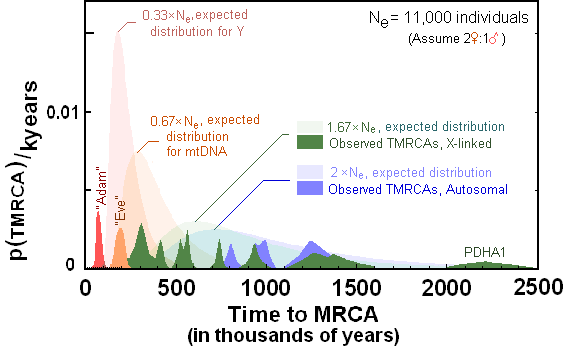
Pravděpodobnost doby posledního společného předka podle dané části genetické informace v tisících let před současností.

Poslední společný předek každého dnes žijícího člověka žil uvnitř rozsáhlé lidské populace, z níž každý jednotlivec buď neměl potomky, nebo je předkem podskupiny dnes žijících lidí.
Při zjišťování linie předků se postupuje běžně od rodičů, jejich rodičů a tak dále. Obdobně vzniká strom potomků, kdy se postupuje od dětí, jejich dětí atd. Tento postup zde nelze využít, jelikož množství předků nebo potomků narůstá exponenciálně s každou novou generací. V 80. generaci dosahuje počet předků 280, tedy pětadvacetimístné číslo.
Tento jednoduchý výpočet však ve skutečnosti neplatí. Každé zplození totiž probíhá mezi vzdáleným bratrancem a sestřenicí. Strom předků není tedy ve skutečnosti stromem, nýbrž acyklickým grafem. Pokud se umístí všichni žijící lidé do spodní části grafu a jejich předkové nad, tak tím, že někteří rodiče mají více dětí, dojde k napojení takových lidí na společného předka, v tomto případě na své rodiče. S každou generací přidanou nad obsazenou úroveň grafu je více a více lidí vůči sobě příbuzných (první bratranci či sestřenice, druzí, třetí atd.). Nakonec lze dospět do stavu, kdy je jeden z mnoha nejvýše umístěných předků posledním společným předkem, od kterého lze najít cestu ke všem žijícím osobám ve spodní části grafu.
Nelze předpokládat, že poslední společný předek a jeho předci předali své geny každému z dnes žijících lidí. Každá generace dědí pouze polovinu genů a tudíž je podíl konkrétních zděděných genů (přesněji alel) od jednoho předka stále menší a menší tak, jak se mísí s geny vrstevníků posledního společného předka.

### Odhady
Vyjde-li se z izolovaných linií předků nesmíšených během novodobých migrací a přihlédne-li se ke skupinám lidí žijících v dlouhodobé izolaci (kmeny ve střední Africe, Austrálii a na odlehlých ostrovech Oceánie), lze předpokládat, že poslední společný předek žil v období paleolitu. Z genetických studií chromozómu Y se odhaduje společný předek na stáří zhruba 338 tisíc let.
Rohde, Olson, a Chang (2004) však kladou, s využitím jiných modelů, posledního společného předka do rozmezí od 3. tisíciletí př. n. l. do 1. tisíciletí n. l. Rohde (2005) posléze upravil tuto simulaci pomocí parametrů historické migrace a hustot populace. Opatrnou volbou těchto parametrů sice posunul období až do 6. tisíciletí př. n. l., zprávu však uzavírá odhadem, který klade posledního společného předka i nadále do překvapivě nedávné doby druhého nebo prvního tisíciletí před n. l. Vysvětlení je takové, že ačkoliv lze za posledního společného předka až do moderních dějin považovat skutečně osobu žijící v paleolitu, situace se změnila s dobýváním různých území v 16. a 17. století. Zde Evropané zplodili velké množství potomků, kteří se posléze rozšířili i do vzdálených končin. Jedná se o zajímavou myšlenku, avšak i dnes ještě existují izolované skupiny nedotčené podobnými vlivy. To samozřejmě posouvá posledního společného předka o několik tisíciletí zpět. Zatímco simulace slouží k odhadu pravděpodobnosti, jednoznačnou odpověď může dát jedině genetický test všech dnes žijících lidí.
Jiné negenetické modely možného populačního vývoje od Rohdeho, Olsona, a Changa (2004) kladou posledního společného předka Západoevropanů do doby okolo roku 1000 n. l. Stejný článek uvádí překvapivý odhad bodu identických předků, který je kladen do období před 15 000 až 5 000 lety. Výzkum ukazuje na snížení populace z hlediska Y-DNA (nikoli mt-DNA) před 10 tisíci lety.